# Azat-le-Ris
Azat-le-Ris är en kommun i departementet Haute-Vienne i regionen Nouvelle-Aquitaine i västra Frankrike. Kommunen ligger i kantonen Le Dorat som tillhör arrondissementet Bellac. År 2022 hade Azat-le-Ris 240 invånare.

## Befolkningsutveckling
Antalet invånare i kommunen Azat-le-Ris
| Referens: INSEE |